# Judo la Jocurile Olimpice de vară din 2020

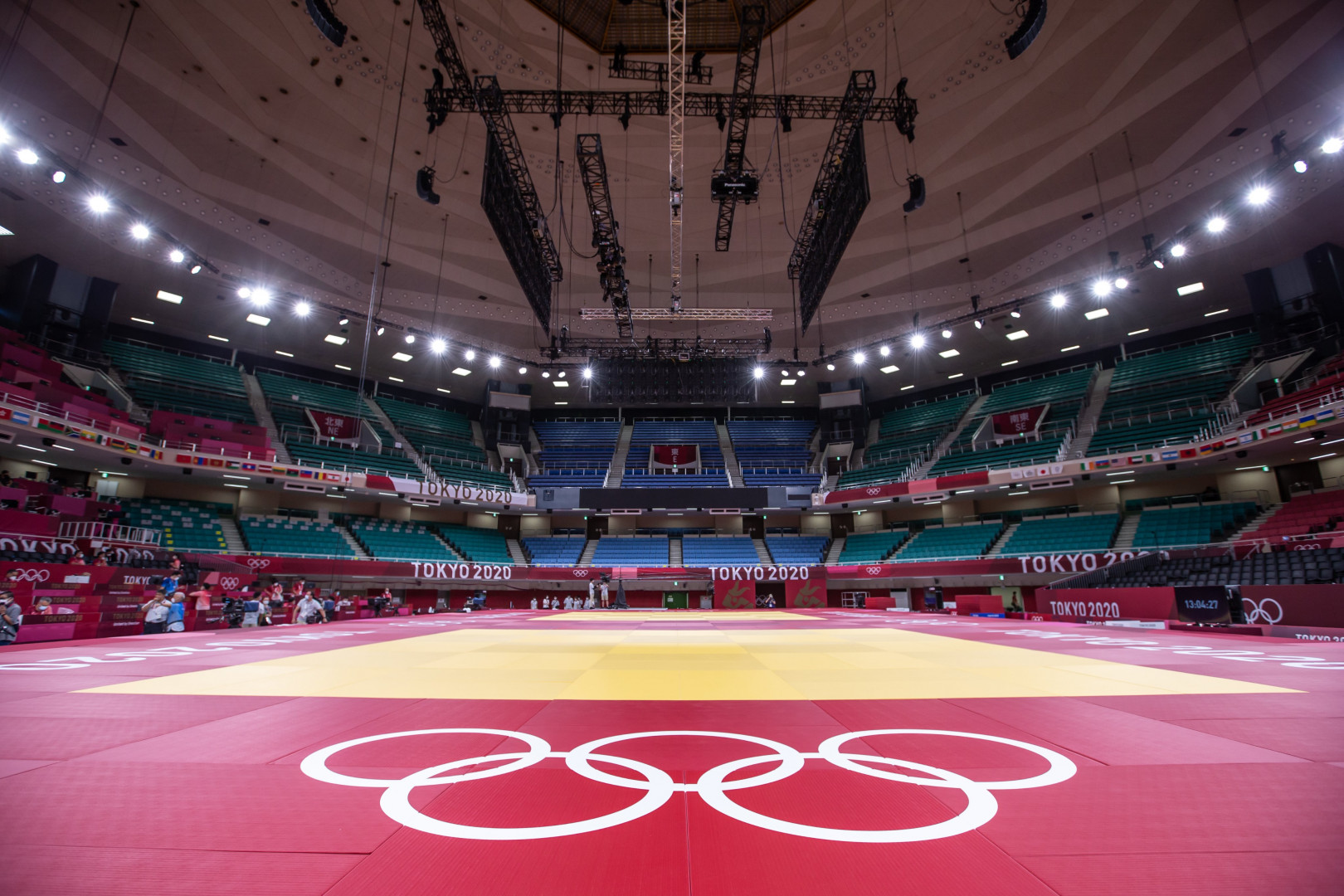

Probele sportive de judo la Jocurile Olimpice de vară din 2020 s-au desfășurat în perioada 24–31 iulie 2021 pe Nippon Budokan din Tokyo în Japonia. Sportivii au fost împărțiți în 14 categorii de greutate: șapte pentru bărbați și șapte pentru femei, la care s-a adăugat o probă pe echipe.

## Medaliați

### Masculin
| Probă                | Aur                             | Argint                                | Bronz                                      |
| 60 kg detalii        | Naohisa Takato · Japonia (JPN)  | Yang Yung-wei · Taipeiul Chinez (TPE) | Yeldos Smetov · Kazahstan (KAZ)            |
| 60 kg detalii        | Naohisa Takato · Japonia (JPN)  | Yang Yung-wei · Taipeiul Chinez (TPE) | Luka Mkheidze · Franța (FRA)               |
| 66 kg detalii        | Hifumi Abe · Japonia (JPN)      | Vazha Margvelashvili · Georgia (GEO)  | An Baul · Coreea de Sud (KOR)              |
| 66 kg detalii        | Hifumi Abe · Japonia (JPN)      | Vazha Margvelashvili · Georgia (GEO)  | Daniel Cargnin · Brazilia (BRA)            |
| 73 kg detalii        | Shohei Ono · Japonia (JPN)      | Lasha Shavdatuashvili · Georgia (GEO) | An Changrim · Coreea de Sud (KOR)          |
| 73 kg detalii        | Shohei Ono · Japonia (JPN)      | Lasha Shavdatuashvili · Georgia (GEO) | Tsend-Ochiryn Tsogtbaatar · Mongolia (MGL) |
| 81 kg detalii        | Takanori Nagase · Japonia (JPN) | Saeid Mollaei · Mongolia (MGL)        | Shamil Borchashvili · Austria (AUT)        |
| 81 kg detalii        | Takanori Nagase · Japonia (JPN) | Saeid Mollaei · Mongolia (MGL)        | Matthias Casse · Belgia (BEL)              |
| 90 kg detalii        | Lasha Bekauri · Georgia (GEO)   | Eduard Trippel · Germania (GER)       | Davlat Bobonov · Uzbekistan (UZB)          |
| 90 kg detalii        | Lasha Bekauri · Georgia (GEO)   | Eduard Trippel · Germania (GER)       | Krisztián Tóth · Ungaria (HUN)             |
| 100 kg detalii       | Aaron Wolf · Japonia (JPN)      | Cho Gu-ham · Coreea de Sud (KOR)      | Jorge Fonseca · Portugalia (POR)           |
| 100 kg detalii       | Aaron Wolf · Japonia (JPN)      | Cho Gu-ham · Coreea de Sud (KOR)      | Niyaz Ilyasov (COR)                        |
| peste 100 kg detalii | Lukáš Krpálek · Cehia (CZE)     | Guram Tushishvili · Georgia (GEO)     | Teddy Riner · Franța (FRA)                 |
| peste 100 kg detalii | Lukáš Krpálek · Cehia (CZE)     | Guram Tushishvili · Georgia (GEO)     | Tamerlan Bashaev (COR)                     |

### Feminin
| Probă               | Aur                                | Argint                              | Bronz                                      |
| 48 kg detalii       | Distria Krasniqi · Kosovo (KOS)    | Funa Tonaki · Japonia (JPN)         | Daria Bilodid · Ucraina (UKR)              |
| 48 kg detalii       | Distria Krasniqi · Kosovo (KOS)    | Funa Tonaki · Japonia (JPN)         | Urantsetseg Munkhbat · Mongolia (MGL)      |
| 52 kg detalii       | Uta Abe · Japonia (JPN)            | Amandine Buchard · Franța (FRA)     | Odette Giuffrida · Italia (ITA)            |
| 52 kg detalii       | Uta Abe · Japonia (JPN)            | Amandine Buchard · Franța (FRA)     | Chelsie Giles · Marea Britanie (GBR)       |
| 57 kg detalii       | Nora Gjakova · Kosovo (KOS)        | Sarah-Léonie Cysique · Franța (FRA) | Jessica Klimkait · Canada (CAN)            |
| 57 kg detalii       | Nora Gjakova · Kosovo (KOS)        | Sarah-Léonie Cysique · Franța (FRA) | Tsukasa Yoshida · Japonia (JPN)            |
| 63 kg detalii       | Clarisse Agbegnenou · Franța (FRA) | Tina Trstenjak · Slovenia (SLO)     | Maria Centracchio · Italia (ITA)           |
| 63 kg detalii       | Clarisse Agbegnenou · Franța (FRA) | Tina Trstenjak · Slovenia (SLO)     | Catherine Beauchemin-Pinard · Canada (CAN) |
| 70 kg detalii       | Chizuru Arai · Japonia (JPN)       | Michaela Polleres · Austria (AUT)   | Madina Taimazova (COR)                     |
| 70 kg detalii       | Chizuru Arai · Japonia (JPN)       | Michaela Polleres · Austria (AUT)   | Sanne van Dijke · Olanda (NED)             |
| 78 kg detalii       | Shori Hamada · Japonia (JPN)       | Madeleine Malonga · Franța (FRA)    | Anna-Maria Wagner · Germania (GER)         |
| 78 kg detalii       | Shori Hamada · Japonia (JPN)       | Madeleine Malonga · Franța (FRA)    | Mayra Aguiar · Brazilia (BRA)              |
| peste 78 kg detalii | Akira Sone · Japonia (JPN)         | Idalys Ortiz · Cuba (CUB)           | Iryna Kindzerska · Azerbaidjan (AZE)       |
| peste 78 kg detalii | Akira Sone · Japonia (JPN)         | Idalys Ortiz · Cuba (CUB)           | Romane Dicko · Franța (FRA)                |

### Echipe
| Probă          | Aur | Argint | Bronz |
| Echipe detalii | Franța (FRA) · Clarisse Agbegnenou · Amandine Buchard · Guillaume Chaine · Axel Clerget · Sarah-Léonie Cysique · Romane Dicko · Alexandre Iddir · Kilian Le Blouch · Madeleine Malonga · Margaux Pinot · Teddy Riner | Japonia (JPN) · Hifumi Abe · Uta Abe · Chizuru Arai · Shori Hamada · Hisayoshi Harasawa · Shoichiro Mukai · Takanori Nagase · Shohei Ono · Akira Sone · Miku Tashiro · Aaron Wolf · Tsukasa Yoshida | Germania (GER) · Johannes Frey · Karl-Richard Frey · Jasmin Grabowski · Katharina Menz · Dominic Ressel · Giovanna Scoccimarro · Sebastian Seidl · Theresa Stoll · Martyna Trajdos · Eduard Trippel · Anna-Maria Wagner · Igor Wandtke |
| Echipe detalii | Franța (FRA) · Clarisse Agbegnenou · Amandine Buchard · Guillaume Chaine · Axel Clerget · Sarah-Léonie Cysique · Romane Dicko · Alexandre Iddir · Kilian Le Blouch · Madeleine Malonga · Margaux Pinot · Teddy Riner | Japonia (JPN) · Hifumi Abe · Uta Abe · Chizuru Arai · Shori Hamada · Hisayoshi Harasawa · Shoichiro Mukai · Takanori Nagase · Shohei Ono · Akira Sone · Miku Tashiro · Aaron Wolf · Tsukasa Yoshida | Israel (ISR) · Tohar Butbul · Raz Hershko · Li Kochman · Inbar Lanir · Sagi Muki · Timna Nelson-Levy · Peter Paltchik · Shira Rishony · Or Sasson · Gili Sharir · Baruch Shmailov                                                      |

## Clasament pe medalii
| Loc   | Țară            | Aur | Argint | Bronz | Total |
| ----- | --------------- | --- | ------ | ----- | ----- |
| 1     | Japonia         | 9   | 2      | 1     | 12    |
| 2     | Franța          | 2   | 3      | 3     | 8     |
| 3     | Kosovo          | 2   | 0      | 0     | 2     |
| 4     | Georgia         | 1   | 3      | 0     | 4     |
| 5     | Cehia           | 1   | 0      | 0     | 0     |
| 6     | Germania        | 0   | 1      | 2     | 3     |
| 6     | Mongolia        | 0   | 1      | 2     | 3     |
| 6     | Coreea de Sud   | 0   | 1      | 2     | 3     |
| 9     | Austria         | 0   | 1      | 1     | 2     |
| 10    | Taipeiul Chinez | 0   | 1      | 0     | 1     |
| 10    | Cuba            | 0   | 1      | 0     | 1     |
| 10    | Slovenia        | 0   | 1      | 0     | 1     |
| 13    | COR             | 0   | 0      | 3     | 3     |
| 14    | Brazilia        | 0   | 0      | 2     | 2     |
| 14    | Canada          | 0   | 0      | 2     | 2     |
| 14    | Italia          | 0   | 0      | 2     | 2     |
| 17    | Azerbaidjan     | 0   | 0      | 1     | 1     |
| 17    | Belgia          | 0   | 0      | 1     | 1     |
| 17    | Marea Britanie  | 0   | 0      | 1     | 1     |
| 17    | Ungaria         | 0   | 0      | 1     | 1     |
| 17    | Israel          | 0   | 0      | 1     | 1     |
| 17    | Kazahstan       | 0   | 0      | 1     | 1     |
| 17    | Olanda          | 0   | 0      | 1     | 1     |
| 17    | Portugalia      | 0   | 0      | 1     | 1     |
| 17    | Ucraina         | 0   | 0      | 1     | 1     |
| 17    | Uzbekistan      | 0   | 0      | 1     | 1     |
| Total | Total           | 15  | 15     | 30    | 60    |